# Ciência na Era do Iluminismo

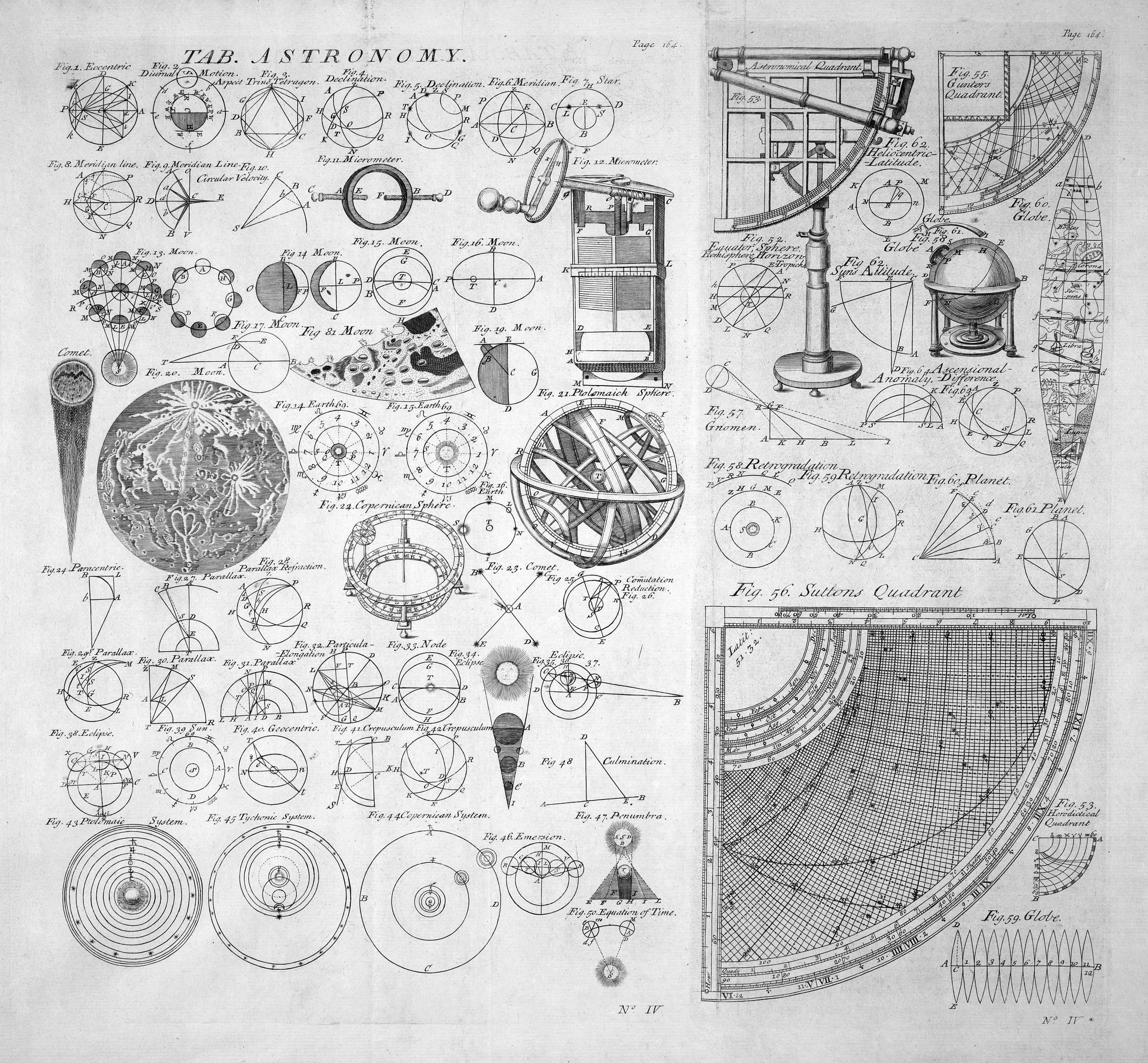
Dados de astronomia, por Cyclopaedia (1728)

A história da ciência na Era do Iluminismo traça os desenvolvimentos na ciência e tecnologia durante o Iluminismo, quando estas ideias estavam sendo disseminadas pela Europa e América do Norte. Geralmente, o período abrange desde a Revolução Científica, durante os séculos XVI e XVII, até o início do século XIX, após a Revolução Francesa (1789) e o Período Napoleônico (1799–1815). A revolução científica viu a criação das primeiras sociedades científicas, o surgimento do heliocentrismo, o deslocamento da filosofia natural Aristotélica e da antiga doutrina médica de Cláudio Galeno. No século XVIII, a autoridade científica começou a substituir a autoridade religiosa, e as disciplinas de alquimia e astrologia perderam credibilidade científica.
Embora o Iluminismo não possa ser classificado em uma doutrina específica ou conjunto de dogmas, a ciência passou a desempenhar um papel de liderança no discurso e no pensamento do Iluminismo. Muitos escritores e pensadores desse movimento intelectual tinham formação em ciências e associaram o avanço científico com a derrubada da religião e da autoridade tradicional em favor do desenvolvimento da liberdade de expressão e pensamento. De modo geral, a ciência iluminista valorizava muito o empirismo e o pensamento racional, e estava incorporada ao ideal iluminista de avanço e progresso. Como acontece com a maioria das visões do Iluminismo, os benefícios da ciência não foram vistos universalmente; Jean-Jacques Rousseau criticou a ciência por distanciar o homem da natureza e não fazer as pessoas se tornarem mais felizes.
Durante o Iluminismo, a ciência foi dominada pela sociedade acadêmica e científica, que transformaram as universidades como centros de pesquisa e de desenvolvimento científico. Ambos também foram a espinha dorsal do amadurecimento da profissão científica. Outro desenvolvimento importante foi a popularização da ciência entre uma população cada vez mais alfabetizada. Filósofos apresentaram ao público muitas teorias científicas, principalmente por meio da Encyclopédie e da popularização do newtonianismo por Voltaire, bem como por Émilie du Châtelet, o tradutor francês da Philosophiæ Naturalis Principia Mathematica, obra de Newton. Alguns historiadores definem o século XVIII como um período monótono na história da ciência, no entanto, o século viu avanços significativos na prática da medicina, matemática e física; o desenvolvimento da taxonomia biológica; uma nova compreensão do magnetismo e da eletricidade; e o amadurecimento da química como disciplina, que estabeleceu as bases da química moderna.

## Universidades

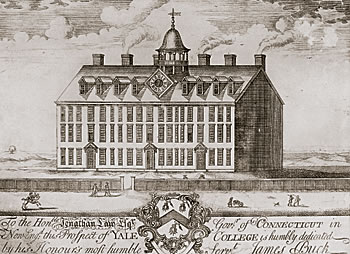
O prédio principal da Universidade Yale (1718-1782)

O número de universidades em Paris permaneceu relativamente constante ao longo do século XVIII. A Europa tinha cerca de 105 faculdades em 1700. A América do Norte tinha 44, incluindo as recém-fundadas de Harvard e Yale. O número de estudantes universitários continuou o mesmo durante o Iluminismo na maioria das nações ocidentais, com exceção da Grã-Bretanha, onde o número de alunos e instituições aumentaram. Os estudantes universitários eram homens de famílias abastadas, buscando uma carreira em medicina, Direito ou na Igreja. As próprias universidades existiam principalmente para educar futuros médicos, advogados e membros do clero.
O estudo da ciência sob o título de filosofia natural foi dividido em física e um agrupamento conglomerado de química e história natural, que incluía anatomia, biologia, geologia, mineralogia e zoologia. A maioria das universidades europeias ensinaram uma forma cartesiana de filosofia mecânica no início do século XVIII e, aos poucos, adotou o newtonianismo. Uma exceção notável foram as universidades na Espanha, sob a influência do catolicismo, se concentraram quase inteiramente na filosofia natural aristotélica até meados do século XVIII; eles estavam entre as últimas universidades a fazê-lo. Outra exceção ocorreu nas universidades da Alemanha e da Escandinávia, no qual o professor da Universidade de Halle, Christian Wolff, ensinou uma forma de cartesianismo modificada pela física leibniziana.

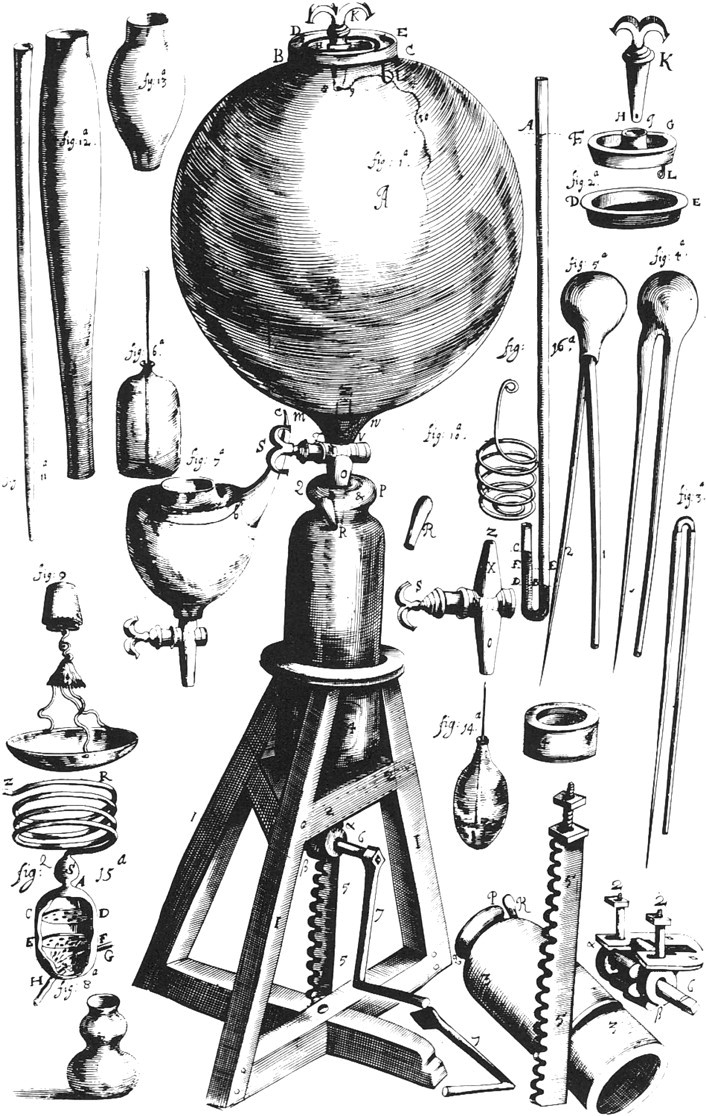
Bomba de ar de Robert Boyle, usada nas palestras de demonstração de Pierre Polinière

Antes do século XVIII, as aulas de ciências eram quase todas ministradas por meio de palestras formais. A estrutura das aulas começou a mudar nas primeiras décadas do século XVIII, quando as demonstrações físicas foram adicionadas às palestras. Pierre Polinière e Jacques Rohault estavam entre os primeiros a fornecerem demonstrações de princípios físicos em sala de aula. Os experimentos variaram desde balançar um balde de água na ponta de uma corda, demonstrando que a força inercial centrífuga manteria a água no balde, até experimentos mais impressionantes envolvendo o uso de uma bomba de ar. Uma demonstração particularmente dramática da bomba de ar envolveu colocar uma maçã dentro do recipiente de vidro da bomba de ar, e remover o ar até que o vácuo resultante fizesse a maçã explodir. As manifestações de Polinière foram tão impressionantes que ele recebeu um convite para apresentar suas aulas para Luís XV em 1722.
Algumas tentativas de reformar a estrutura do currículo da ciência foram feitas durante o século XVIII e as primeiras décadas do século XIX. Começando por volta de 1745, o grupo político sueco Chapéus fez propostas para reformar o sistema universitário separando a filosofia natural em duas faculdades separadas de física e matemática. As propostas nunca foram colocadas em prática, mas representam os inúmeros pedidos de reforma institucional no final do século XVIII. Em 1777, o estudo das artes em Cracóvia e Vilna, na Polônia, foi dividido em duas novas faculdades de filosofia moral e física. No entanto, a reforma não sobreviveu após a Terceira Partição em 1795. Durante a Revolução Francesa, todas as universidades da França foram abolidas e reformadas em 1808 sob a única instituição da Université imperiale. A Université dividiu a artes e a ciência em faculdades separadas, algo que nunca havia sido feito antes na Europa. O Reino Unido dos Países Baixos empregou o mesmo sistema em 1815. Entretanto, os outros países da Europa não adotaram uma divisão semelhante das faculdades até meados do século XIX.

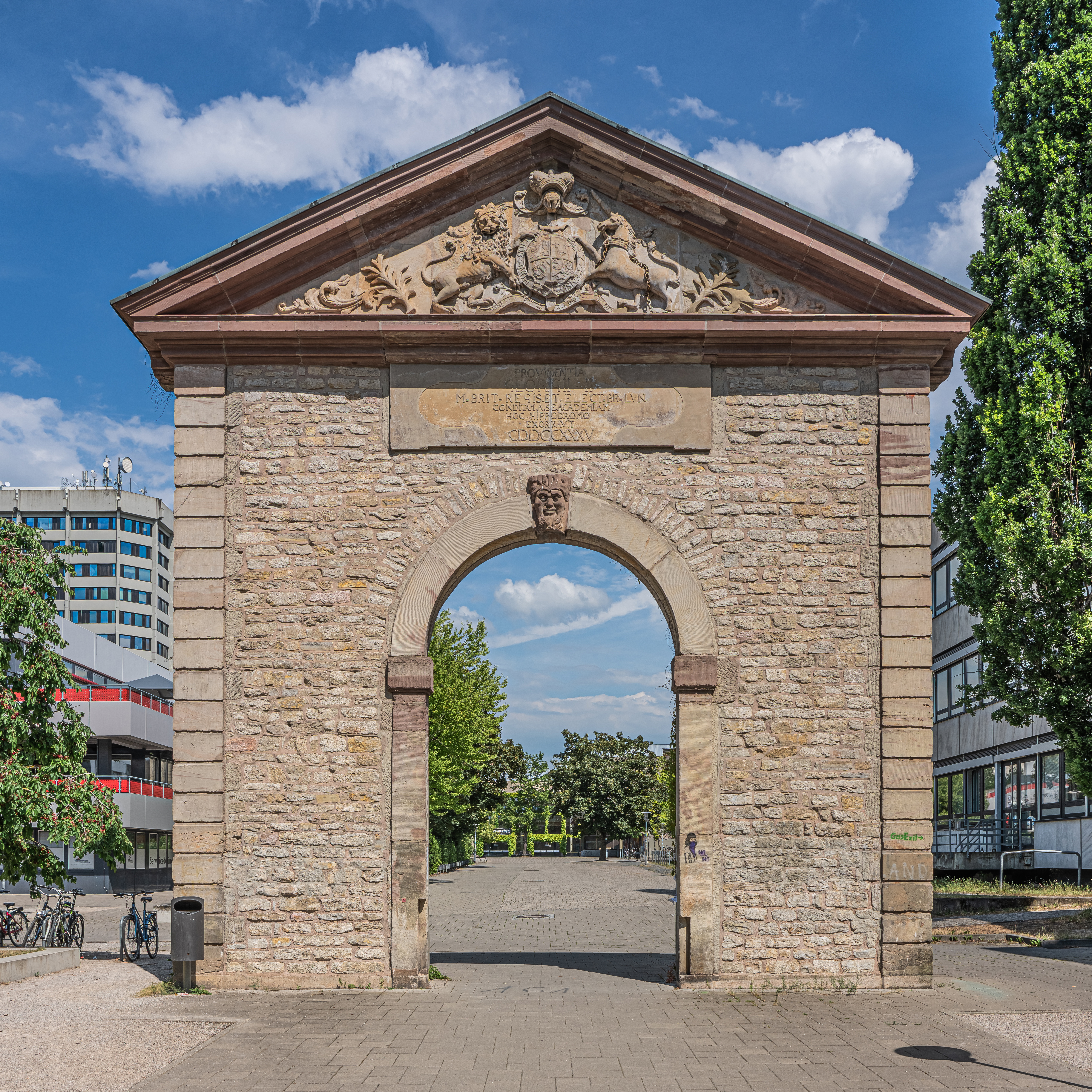
A antiga entrada da Universidade de Göttingen

As universidades na França queriam desempenhar um papel subestimado no desenvolvimento da ciência durante o Iluminismo. Esse papel foi dominado pelas academias científicas, como a Academia Francesa de Ciências. As contribuições das universidades na Grã-Bretanha foram mistas. Por um lado, a Universidade de Cambridge começou a ensinar o newtonianismo no início do iluminismo, mas não conseguiu se tornar uma força central por trás do avanço da ciência. No outro extremo do espectro, estavam as universidades escocesas, que tinham fortes faculdades de medicina e se tornaram centros de desenvolvimento científico. Sob Frederico II, as universidades alemãs começaram a promover as ciências. A mistura única de física cartesiana-leibniziana de Christian Wolff começou a ser adotada em universidades fora de Halle. A Universidade de Göttingen, fundada em 1734, era muito mais liberal do que seus congêneres, permitindo que os professores planejassem suas próprias aulas e selecionassem seus próprios livros didáticos. Göttingen também enfatizou a pesquisa e a publicação. Um desenvolvimento mais influente nas universidades alemãs foi o abandono do latim em favor do vernáculo alemão.
No século XVII, os Países Baixos desempenharam um papel significativo no avanço das ciências, incluindo a filosofia mecânica de Isaac Beeckman e o trabalho de Christiaan Huygens sobre cálculo e astronomia. Professores de universidades na República Holandesa estavam entre os primeiros a adotar o newtonianismo. Da Universidade de Leiden, os alunos de Willem Gravesande passaram a espalhar o newtonianismo para Harderwijk e Franeker, entre outras universidades holandesas, e também para a Universidade de Amsterdã.
Embora o número de universidades não tenha aumentado durante o iluminismo, as novas instituições públicas e privadas aumentaram o investimento na educação. A maioria das novas instituições enfatizava a matemática como disciplina, tornando-as populares com profissões que exigiam algum conhecimento prático de matemática, como comerciantes, oficiais militares e navais e engenheiros. As universidades, por outro lado, mantiveram sua ênfase nos clássicos, grego e latim, incentivando a popularidade das novas instituições com pessoas que não haviam sido matriculados.

## Sociedade acadêmica científica
As sociedades acadêmica científica surgiram na Revolução Científica como criadoras do conhecimento científico em contraste com a escolástica da universidade. Durante o Iluminismo, algumas sociedades criaram ou mantiveram vínculos com universidades. No entanto, fontes contemporâneas distinguiam as universidades das sociedades científicas ao afirmar que a utilidade da universidade estava na transmissão do conhecimento, enquanto as sociedades funcionavam para criar conhecimento. À medida que o papel das universidades na ciência institucionalizada começou a diminuir, as sociedades acadêmica científica tornaram-se o papel fundamental da ciência organizada. Depois de 1700, um grande número de academias e sociedades oficiais foram fundadas na Europa e, em 1789, havia mais de setenta sociedades científicas oficiais. Em referência a este crescimento, Bernard de Fontenelle cunhou o termo "A Era das Academias" para descrever o século XVIII.
Sociedades científicas nacionais foram fundadas ao longo da era do Iluminismo nos focos urbanos do desenvolvimento científico em toda a Europa. No século XVII, a Royal Society de Londres (1662), a Académie Royale des Sciences de Paris (1666) e a Akademie der Wissenschaften de Berlim (1700) foram fundadas. No início do século XVIII, a Academia Scientiarum Imperialis (1724), em São Petersburgo, e a Academia Real das Ciências, em Estocolmo (1739) foram criadas. Sociedades regionais e provinciais surgiram a partir do século XVIII em Bolonha, Bordeaux, Copenhague, Dijon, Lyon, Montpellier e Uppsala . Durante este auge de crescimento, novas sociedades foram fundadas entre 1752 e 1785 em Barcelona, Bruxelas, Dublin, Edimburgo, Göttingen, Mannheim, Munique, Pádua e Turim. O desenvolvimento de sociedades inexploradas, como a privada Naturforschende Gesellschaft de Danzig (1743) e a Lunar Society de Birmingham (1766-1791), ocorreram paralelamente ao crescimento de sociedades nacionais, regionais e provinciais.

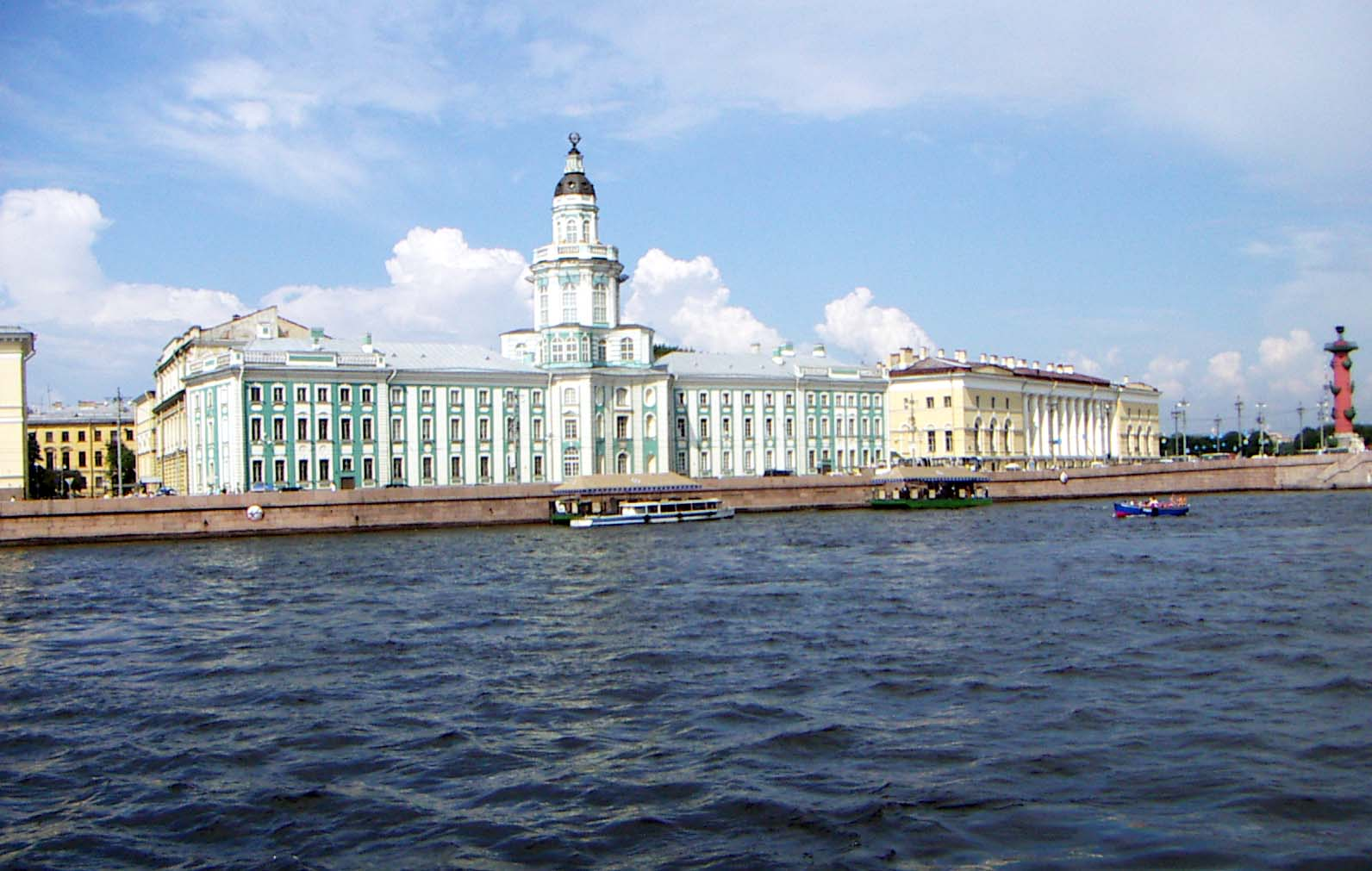
Sede principal da Academia Imperial de Ciências – a Kunstkammer em São Petersburgo

Sociedades científicas oficiais foram licenciadas pelo Estado para fornecer conhecimentos técnicos. Essa capacidade consultiva ofereceu às sociedades científicas o contato mais direto entre a comunidade científica e os órgãos governamentais disponíveis durante o Iluminismo. O patrocínio do Estado foi benéfico para as sociedades, pois trouxe financiamento e reconhecimento, juntamente com uma medida de liberdade na gestão. A maioria das sociedades recebeu permissão para supervisionar suas próprias publicações, controlar a eleição de novos membros e a administração da sociedade. A participação na sociedade acadêmica era, portanto, altamente seletiva. Em algumas sociedades, os membros eram obrigados a pagar uma taxa anual para participar. Por exemplo, a Royal Society dependia de contribuições de seus membros, que excluíam uma ampla gama de artesãos e matemáticos por conta das despesas. As atividades da sociedade incluíam pesquisa, experimentação, patrocínio de concursos de prêmios de redação e projetos colaborativos entre sociedades. Desenvolveu-se também um diálogo de comunicação formal entre as sociedades acadêmica e geral por meio da publicação de revistas científicas. Os responsáveis pela publicação periódica ofereciam aos membros da sociedade a oportunidade de publicar e as suas ideias serem consumidas por outras sociedades científicas e pelas pessoas alfabetizadas. Os periódicos científicos, facilmente acessíveis aos membros da sociedade acadêmica, tornaram-se a fonte mais importante de registros para os cientistas durante o Iluminismo.

## Revista científica

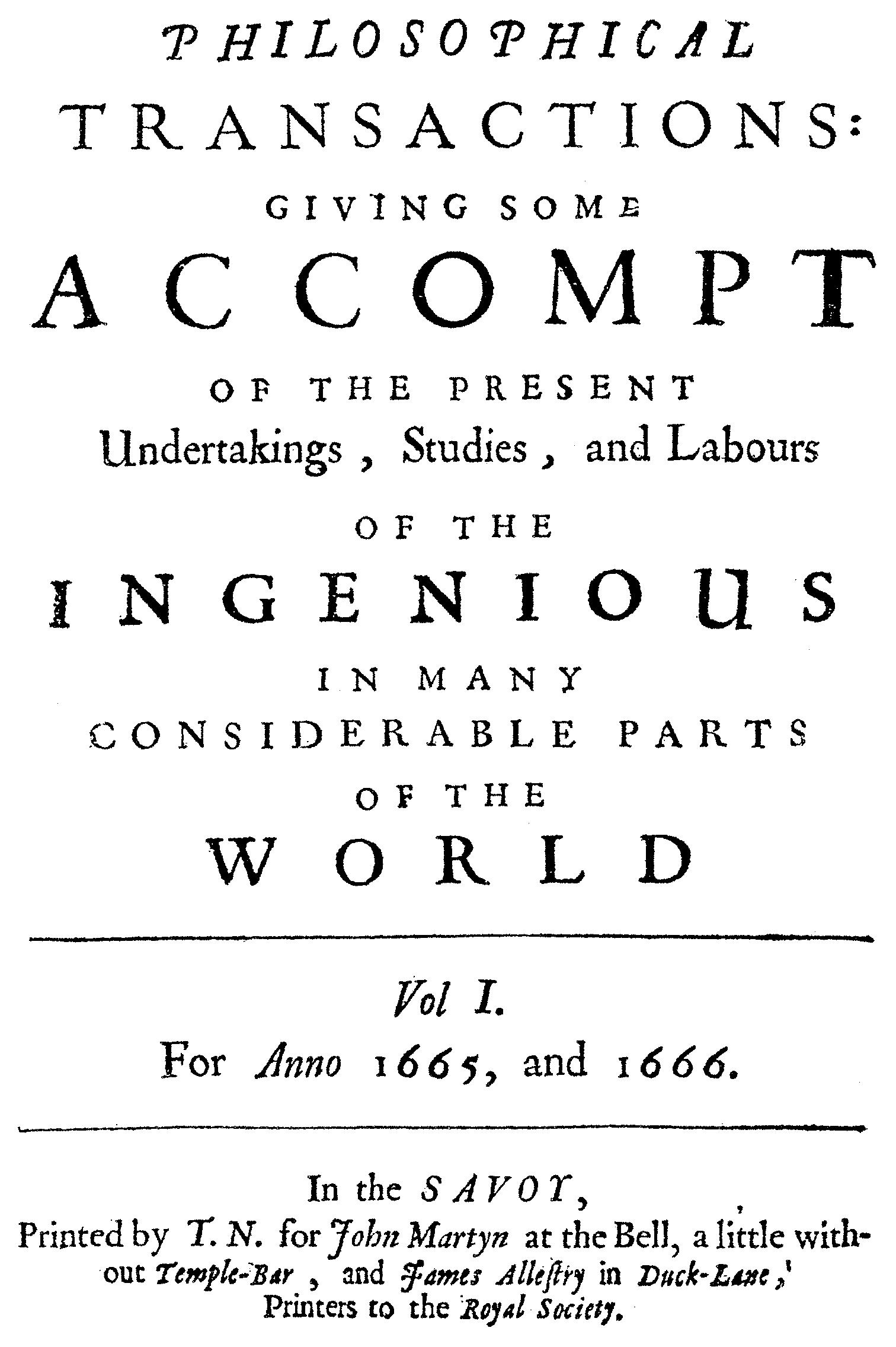
Capa do primeiro volume de Philosophical Transactions of the Royal Society, 1665-1666

A sociedade e os acadêmicos serviram para disseminar a ciência do iluminismo publicando os trabalhos científicos de seus membros, bem como seus processos. No início do século XVIII, a revista Philosophical Transactions of the Royal Society, publicada pela Royal Society de Londres, era a única revista científica publicada com periodicidade trimestral. A Academia de Ciências de Paris, formada em 1666, começou a publicar em volumes de memórias em vez de um periódico trimestral, com períodos entre os volumes, às vezes, durando anos. Embora alguns periódicos oficiais tenham publicado com maior frequência, ainda havia um longo atraso desde a apresentação de um artigo para revisão até sua publicação real. Periódicos menores, como Transactions of the American Philosophical Society, só eram publicados quando havia conteúdo suficiente para completar um volume. Na Academia de Paris, houve um atraso médio de três anos para publicação. A certa altura, o período se estendeu para sete anos. A  Academia de Paris processou os artigos que foram submetidos através do Comité de Librarie, que teve a palavra final sobre o que seria ou não publicado. Em 1703, o matemático Antoine Parent iniciou um periódico, Researches in Physics and Mathematics, especificamente para publicar artigos que haviam sido rejeitados pelo Comitê.

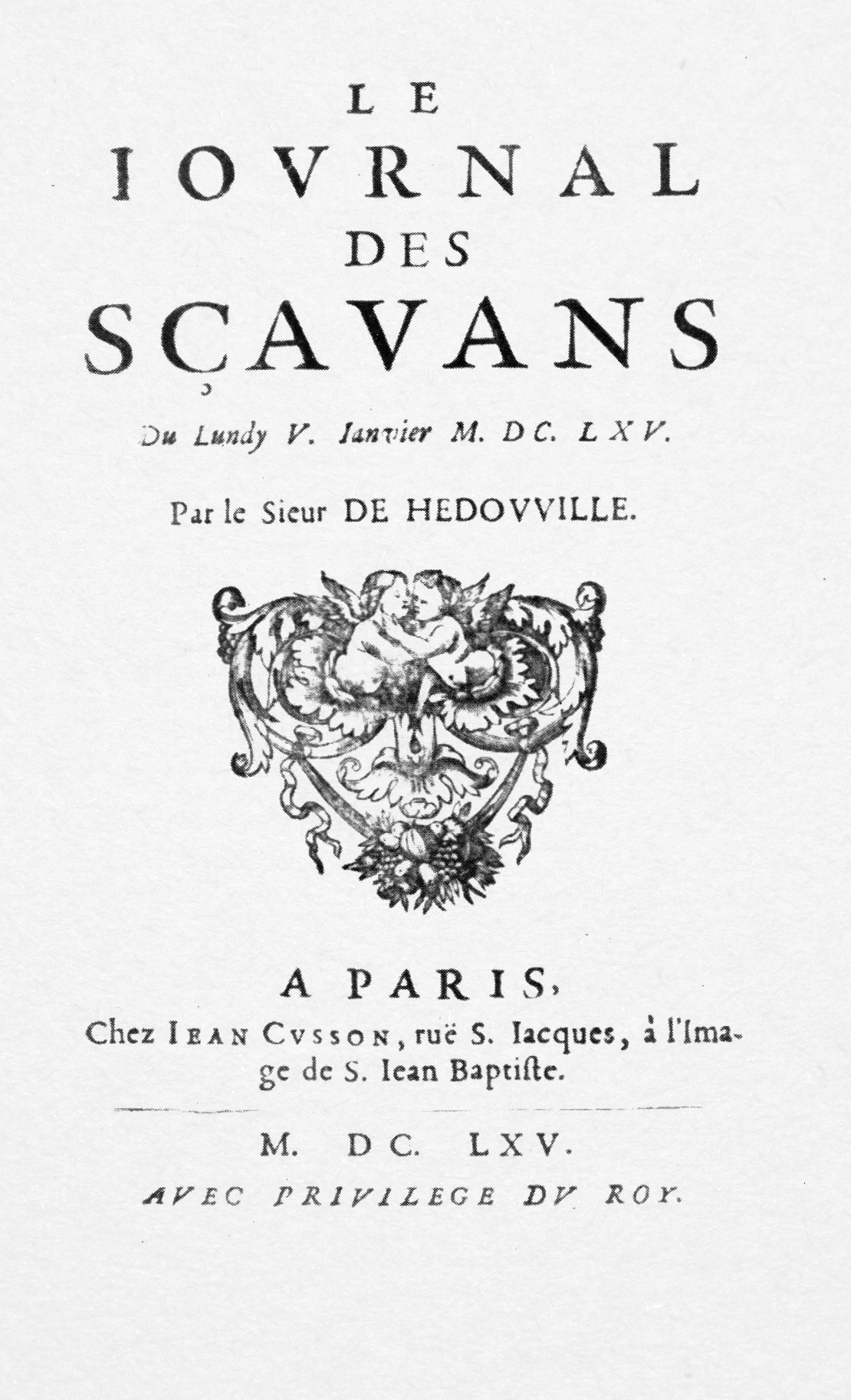
Primeira edição do Journal des sçavans, em janeiro de 1665

As limitações de tais revistas acadêmicas deixaram espaço considerável para o surgimento de periódicos independentes. Alguns exemplos eminentes incluem Der Naturforscher (1725–1778), de Johann Ernst Immanuel Walch, Journal des sçavans (1665–1792), o jesuíta Mémoires de Trévoux (1701–1779) e Acta Eruditorum de Leibniz (Reports/ Atos dos Eruditos) (1682–1782). Periódicos independentes foram publicados em todo o Iluminismo e despertaram o interesse científico do público em geral. Enquanto os periódicos acadêmicos publicavam principalmente artigos científicos, os periódicos independentes eram uma mistura de resenhas, resumos, traduções de textos estrangeiros e, às vezes, materiais derivados e reimpressos. A maioria desses textos foi publicada a nível nacional, de modo que sua disseminação no exterior dependia do idioma dos leitores. Por exemplo, em 1761 o cientista russo Mikhail Lomonosov atribuiu corretamente o anel de luz ao redor de Vênus, visível durante o trânsito e a atmosfera do planeta. No entanto, como poucos cientistas entendiam russo fora da Rússia, sua descoberta não foi registrada até 1910.
Algumas mudanças nos periódicos ocorreram durante a vigência do iluminismo. Primeiro, eles aumentaram em número e tamanho. Houve também um afastamento da publicação em latim em favor da publicação no vernáculo. As descrições experimentais tornaram-se mais detalhadas e passaram a ser acompanhadas de revisões. No final do século XVIII, uma segunda mudança ocorreu quando uma nova geração de periódicos começaram a publicar mensalmente sobre novos experimentos desenvolvidos na comunidade científica. O primeiro desse tipo de periódico foi Observations sur la physiques, sur l'histoire naturelle et sur les arts, de François Rozier, comumente referido como "o diário de Rozier", publicado pela primeira vez em 1772. A revista permitiu que novos desenvolvimentos científicos fossem publicados de forma relativamente rápida em comparação com os anuais e trimestrais. Uma terceira mudança importante foi a especialização no novo desenvolvimento das revistas disciplinares. Com um público mais amplo e material de publicação cada vez maior, revistas especializadas como Curtis' Botanical Magazine (1787) e os Annals de Chimie (1789) refletem a ascensão divididas entre as disciplinas científicas na era do Iluminismo.

## Enciclopédias e dicionários
Embora a existência de dicionários e enciclopédias se estendesse até a antiguidade e não fosse uma novidade para os leitores do Iluminismo, os textos mudaram de definir palavras simples em uma lista longa para discussões muito mais detalhadas dessas palavras em dicionários enciclopédicos do século XVIII. As obras faziam parte de um movimento iluminista para sistematizar o conhecimento e proporcionar educação a um público mais amplo do que a elite que estuda. A medida que o século XVIII avançava, o conteúdo das enciclopédias também mudava de acordo com os gostos dos leitores. Os volumes tendiam a se concentrar mais fortemente em assuntos seculares, particularmente ciência e tecnologia, em vez de assuntos de teologia.
Junto com assuntos seculares, os leitores também favoreceram um esquema de ordem alfabética em vez de trabalhos pesados organizados ao longo de linhas temáticas. O historiador Charles Porset, comentando a alfabetização, disse que “como o grau zero da taxonomia, a ordem alfabética autoriza todas as estratégias de leitura; a este respeito, poderia ser considerado um emblema do iluminismo”. Para Porset, a prevenção de sistemas temáticos e hierárquicos permite a livre interpretação das obras e torna-se um exemplo de igualitarismo. Enciclopédias e dicionários também se tornaram mais populares durante a Era do Iluminismo, tendo em vista que o número de consumidores instruídos que podiam pagar por tais textos começou a se multiplicar. Na segunda metade do século XVIII, o número de dicionários e enciclopédias publicados por década aumentou de 63 entre 1760 e 1769 para aproximadamente 148 na década seguinte à Revolução Francesa (1789–1799). Devido ao crescimento das obras, dicionários e enciclopédias, estes também aumentaram de tamanho, tendo várias tiragens que, algumas vezes, incluíam edições complementares.
O primeiro dicionário técnico foi elaborado por John Harris e intitulado Lexicon Technicum: Or, An Universal English Dictionary of Arts and Sciences. O livro de Harris evitou entradas teológicas e biográficas; em vez disso, concentrou-se na ciência e na tecnologia. Publicado em 1704, o Lexicon technicum foi o primeiro livro escrito em inglês que adotou uma abordagem metódica para descrever a matemática e a aritmética comercial, juntamente com as ciências físicas e a navegação. Outros dicionários técnicos seguiram o modelo de Harris, incluindo a Cyclopaedia (1728), de Ephraim Chambers, que incluiu cinco edições e foi uma obra maior que a de Harris. A edição encadenada da obra incluiu até gravuras desdobráveis. A Cyclopaedia enfatizava as teorias newtonianas, a filosofia lockeana e continha exames completos de tecnologias, como gravura, fabricação de cerveja e tingimento.

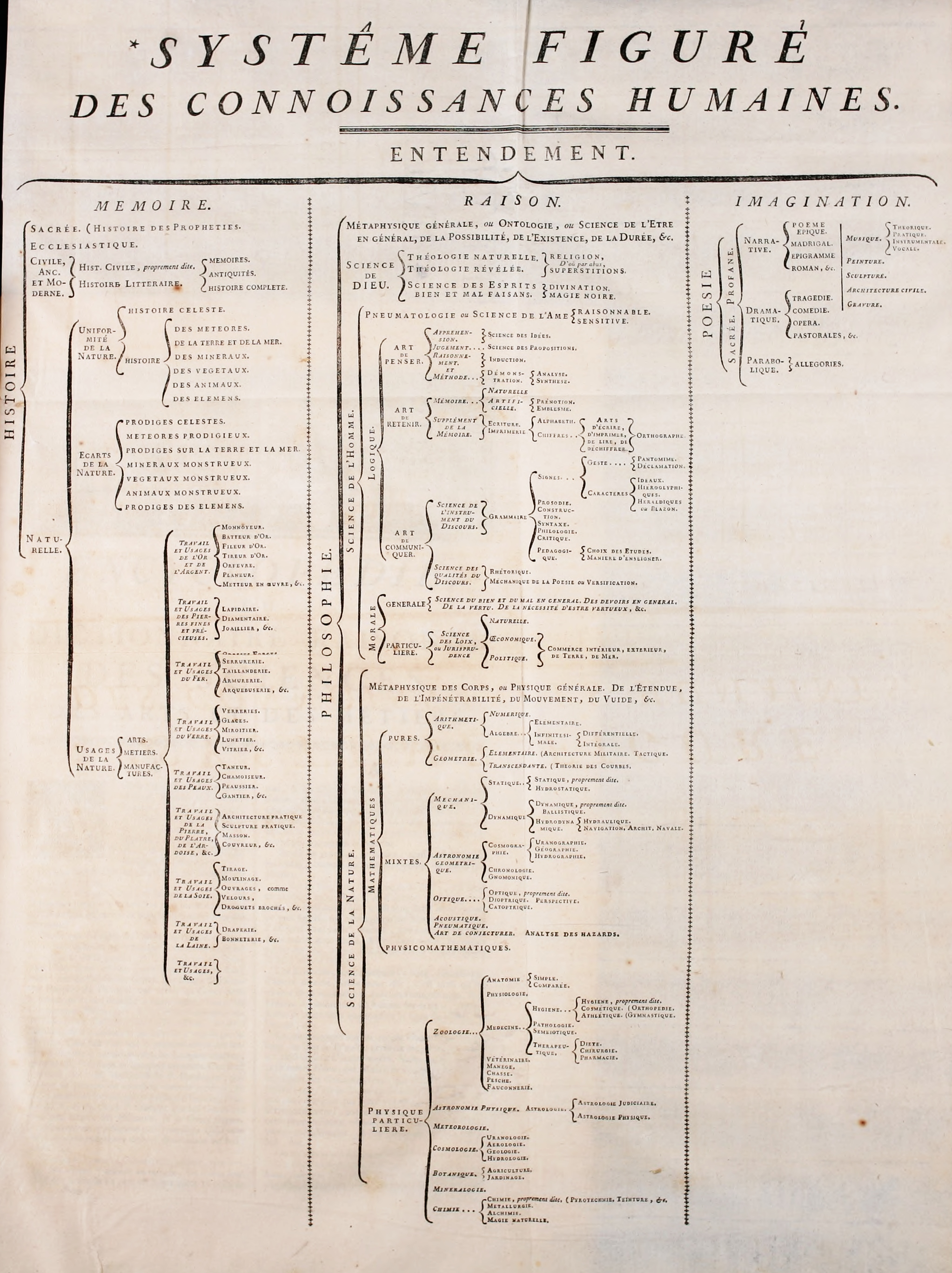
"Sistema ilustrativo do conhecimento humano", a estrutura em que a Encyclopédie organizou o conhecimento. Tinha três ramos principais: memória, razão e imaginação

Na Alemanha, obras de referência prática destinadas à maioria das pessoas sem acesso à educação popularizaram-se no século XVIII. O Marperger Curieuses Natur-, Kunst-, Berg-, Gewerkund Handlungs-Lexicon (1712) explicou termos que descreviam, de forma útil, os negócios da educação científica e comercial. Jablonksi Allgemeines Lexicon (1721) era mais conhecido do que Handlungs-Lexicon, e enfatizava assuntos técnicos em vez de teoria científica. Por exemplo, mais de cinco colunas de texto foram dedicadas sobre o vinho, enquanto lógica e geometria foi reservada apenas dezesse e vinte e duas linhas, respectivamente. A primeira edição da Encyclopædia Britannica (1771) foi modelada nas mesmas linhas dos léxicos alemães.
No entanto, o principal exemplo de obras de referência que sistematizavam o conhecimento científico na era do Iluminismo eram as enciclopédias universais, e não os dicionários técnicos. Era o objetivo das enciclopédias universais registrar todo o conhecimento humano em uma obra de referência abrangente. A mais conhecida dessas obras é a Encyclopédie, ou dictionnaire raisonné des sciences, des arts et des métiers, de Denis Diderot e Jean le Rond d'Alembert. A obra, que começou a ser publicada em 1751, era composta por trinta e cinco volumes e mais de 71 000 entradas separadas. Um grande número de entradas foi dedicado a descrever as ciências e os negócios em detalhes. De acordo com d'Alembert, em Discurso Preliminar da Enciclopédia de Diderot, o objetivo maciço da obra de registrar a extensão do conhecimento humano nas artes e nas ciências é delineado:
| “ | Como Enciclopédia, é estabelecer, tanto quanto possível, a ordem e a conexão das partes do conhecimento humano. Como dicionário fundamentado de ciências, artes e ofícios, deve conter os princípios gerais que formam a base de cada ciência e cada arte, liberal ou mecânica, e os fatos mais essenciais que compõem o corpo e a substância cada. | ” |

O trabalho maciço foi organizado de acordo com uma "árvore do conhecimento". A árvore refletia a nítida divisão entre as artes e as ciências, que foi em grande parte resultado da ascensão do empirismo. Ambas as áreas do conhecimento estavam unidas pela filosofia, ou o tronco da árvore do conhecimento. A dessacrilização da religião pelo Iluminismo foi pronunciada no desenho da árvore, no qual a teologia representava um ramo periférico, com a magia negra como vizinha próxima. À medida que a Encyclopédie ganhou popularidade, foi publicada em 1777 em edições encadernadas com tamanho médio e pequeno. As edições in-quarto e in-octavo eram muito mais baratas do que as edições anteriores, tornando a Encyclopédie mais acessível para as pessoas sem condições financeiras. Robert Darnton estima que havia aproximadamente 25 000 exemplares da Encyclopédie em circulação na França e na Europa antes da Revolução Francesa. A extensa enciclopédia, porém acessível, passou a representar a transmissão do iluminismo e da educação científica para um público em ascensão.

## Propagação da ciência
Um dos desenvolvimentos mais importantes que a Era do Iluminismo trouxe para a disciplina da ciência foi sua propagação. Uma população cada vez mais alfabetizada em busca de conhecimento e educação, tanto nas artes quanto nas ciências, impulsionou a expansão da cultura impressa e a disseminação do aprendizado científico. A nova população alfabetizada deveu-se a um grande aumento na disponibilidade de alimentos. Isso permitiu que muitas pessoas saíssem da pobreza e, em vez de pagar mais pela comida, tivessem dinheiro para investir na educação. A propagação geralmente fazia parte de um ideal iluminista abrangente que se esforçava para “tornar a informação disponível para o maior número de pessoas”. Da mesma forma que o interesse público pela filosofia natural cresceu durante o século XVIII, aulas de palestras públicas e a publicação de textos populares abriram novos caminhos para o dinheiro, assim como, o auge para amadores e cientistas que permaneceram no subúrbio das universidades e dos acadêmicos.

### Cafeteria britânica
Um dos primeiros exemplos de ciência que emana das instituições oficiais para a esfera pública foi o cafeteria britânica. Com o estabelecimento, foi criado um novo fórum público para o discursos político, filosófico e científico. Em meados do século XVI, cafeterias surgiram em torno de Oxford, onde a comunidade acadêmica começou a capitalizar conversas não regulamentadas que a cafeteria permitia. O novo espaço social passou a ser utilizado por alguns acadêmicos como local de discussão sobre ciência e experimentos fora do laboratório da instituição oficial. Os clientes só precisavam comprar uma xícara de café para participar, deixando a oportunidade para muitos, independentemente dos meios financeiros, se beneficiarem da conversa. A educação era um tema central e alguns patronos começaram a oferecer aulas e palestras para outros. O químico Peter Staehl deu aulas de química na cafeteria de Tilliard no início da década de 1660. Da mesma forma que as cafeterias se desenvolviam em Londres, os clientes ouviam palestras sobre assuntos científicos, como astronomia e matemática, por um preço extremamente baixo. Os entusiastas notáveis da cafeteria são John Aubrey, Robert Hooke, James Brydges e Samuel Pepys.

### Palestras públicas
Alguns cientistas não afiliados em uma organização oficial estiveram presentes em aulas de palestras públicas para transmitir conhecimento científico, isto é, até suas próprias ideias, além da oportunidade de construir (ou viver) uma reputação. O público, por outro lado, ganhou tanto conhecimento quanto entretenimento com palestras de demonstração. Entre 1735 e 1793, havia mais de setenta indivíduos oferecendo cursos e demonstrações para espectadores públicos em física experimental. O tamanho das turmas variava de cem a 400 ou 500 participantes. Os cursos variavam em duração de uma a quatro semanas, a alguns meses, ou mesmo todo o ano letivo. As aulas eram oferecidas praticamente a qualquer hora do dia; o último ocorreu às oito ou nove da noite. Um dos horários de largada mais populares era às seis da tarde, permitindo a participação da população trabalhadora, garantindo a presença das pessoas sem condições financeiras. Proibidas das universidades e de outras instituições, as mulheres assistiam a palestras de demonstração com frequência e constituíam um número significativo de uma auditoria acadêmica.
A importância das palestras não estava no ensino de matemática ou física complexa, mas em demonstrar ao público em geral os princípios da física e incentivar a discussão e o debate. Geralmente, as pessoas que apresentam as palestras não aderiram a nenhum tipo específico de física, mas demonstraram uma combinação de diferentes teorias. Novos avanços no estudo da eletricidade ofereceram aos espectadores demonstrações que atraíram muito mais inspiração entre os leigos do que os artigos científicos poderiam conter. Um exemplo de manifestação popular usada por Jean-Antoine Nollet e outros conferencistas foi o "menino eletrificado". Na demonstração, um menino seria suspenso do teto, horizontal ao chão, com cordas de seda. Uma máquina elétrica seria então usada para eletrificar o menino. Essencialmente tornando-se um imã, ele então atrairia uma coleção de itens espalhados ao seu redor pelo palestrante. Às vezes, uma garota jovem era chamada pelos auditores para tocar ou beijar o menino na bochecha, causando faíscas entre as duas crianças no que foi apelidado de 'beijo elétrico'. Essas maravilhas certamente teriam entretido o público, mas a demonstração de princípios físicos também serviu a um propósito educacional. Um palestrante do século XVIII insistiu na utilidade de suas demonstrações, afirmando que elas eram “úteis para o bem da sociedade”.

### Ciência popular impressa
O aumento das taxas de alfabetização na Europa durante o Iluminismo permitiu que a ciência entrasse na cultura popular por meio impresso. Trabalhos mais formais incluíam explicações de teorias científicas para indivíduos sem formação educacional para compreender o texto científico original. A célebre Philosophiae Naturalis Principia Mathematica, de Sir Isaac Newton, foi publicada em latim e permaneceu inacessível aos leitores sem acesso à educação nos clássicos, isto é, até que os escritores do iluminismo começaram a traduzir e analisar o texto no vernáculo. A primeira introdução francesa ao newtonianismo foi Eléments de la philosophie de Newton, publicado por Voltaire em 1738. A tradução de Principai, de Émilie du Châtelets, publicada após sua morte em 1756, também ajudou a espalhar as teorias de Newton nas universidades acadêmica científica.

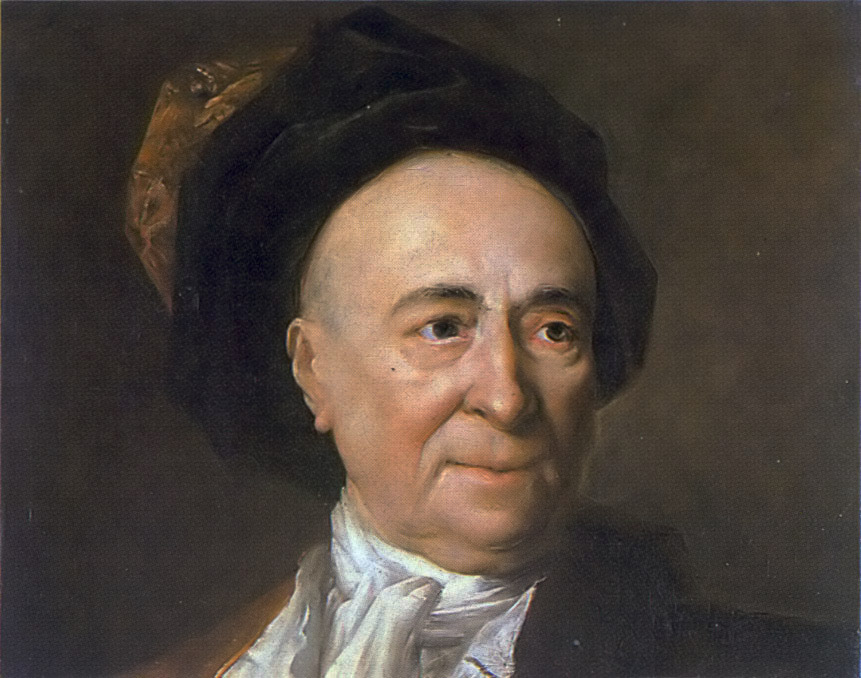
Um retrato de Bernard de Fontenelle

No entanto, a ciência deu um passo cada vez maior em direção à cultura popular antes da introdução de Voltaire e da tradução de Châtelet. A publicação de Conversas sobre a pluralidade dos mundos (1686), de Bernard de Fontenelle, marcou o primeiro trabalho significativo que expressava teoria e conhecimento científico para os leigos, no vernáculo, e com o entretenimento dos leitores em mente. O livro foi produzido especificamente para mulheres com interesse em escrita científica e inspirou uma variedade de trabalhos similares. Essas obras populares foram escritas em um estilo discursivo, que foi apresentado muito mais claramente para o leitor do que os complicados artigos, tratados e livros publicados pelos acadêmicos e cientistas. A obra Astronomia, de Charles Leadbetter (1727) foi anunciada como "um trabalho inteiramente novo" que incluiria "curto e fácil [sic] Regras e Tabelas Astronômicas." Francesco Algarotti, escrevendo para um público feminino em ascensão, publicou Il Newtonianism per le dame, que foi uma obra extremamente popular e foi traduzida do italiano para o inglês por Elizabeth Carter. Uma introdução semelhante ao newtonianismo para mulheres foi produzida por Henry Pembarton, A View of Sir Isaac Newton's Philosophy, foi publicado por sua autoria. Registros existentes de clientes mostram que mulheres com uma ampla quantidade de diferenças sociais compraram o livro, indicando um crescimento no número de leitoras com inclinação científica entre a classe média. Durante o iluminismo, as mulheres também começaram a produzir trabalhos científicos populares. Sarah Trimmer escreveu um livro didático de história natural bem-sucedida para crianças intitulado The Easy Introduction to the Knowledge of Nature (1782), que foi publicado por muitos anos depois em onze edições.
A influência da ciência também começou a aparecer com maior frequência na poesia e na literatura durante o Iluminismo. Algumas poesias foram infundidas com metáforas e imagens científicas, enquanto outros poemas foram escritos diretamente sobre tópicos científicos. Sir Richard Blackmore comprometeu o sistema newtoniano com versos em Creation, a Philosophical Poem in Seven Books (1712). Após a morte de Newton em 1727, poemas foram compostos em sua homenagem por décadas. James Thomson (1700–1748) escreveu “Poema à Memória de Newton”, que lamentou a perda de Newton, mas também elogiou sua ciência e legado:

Tua carreira rápida é com orbes girando, 

Comparando coisas com coisas no sótão em êxtase, 

E adoração grata, por essa luz, 

Tão abundante entraria em tua mente abaixo.

Embora as referências às ciências fossem muitas vezes positivas, havia alguns escritores iluministas que criticavam os cientistas pelo que consideravam seus trabalhos obsessivos e levianos. Outros escritores anticientíficos, incluindo William Blake, castigaram os cientistas por tentarem usar a física, a mecânica e a matemática para simplificar as complexidades do universo, particularmente em relação a Deus. O caráter do cientista malvado foi invocado durante este período na tradição romântica. Por exemplo, a caracterização do cientista como manipulador nefasto na obra de Ernst Theodor Wilhelm Hoffmann.

## Mulheres na ciência

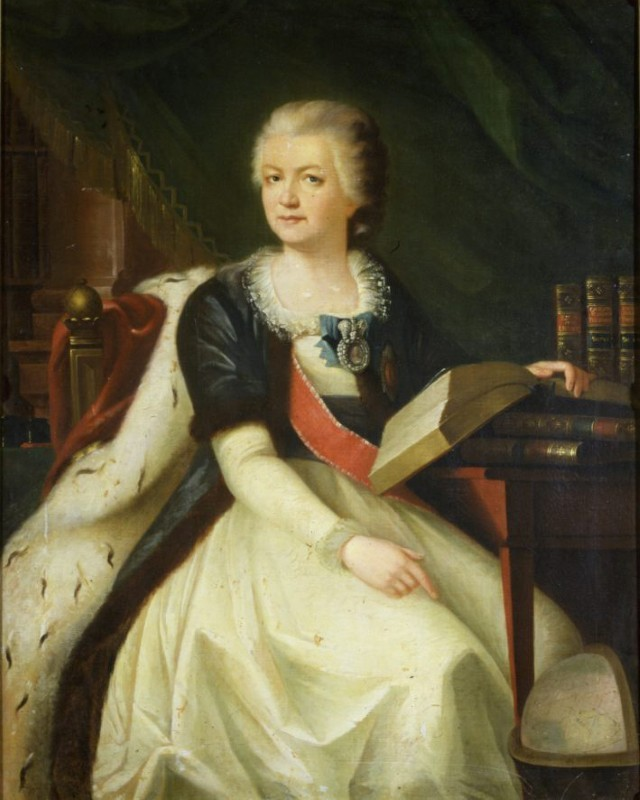
Um retrato de Catarina Vorontsova-Dashkova

Durante a era do Iluminismo, as mulheres foram excluídas das profissões e universidades ligadas a sociedade científica. As mulheres tiveram estudos, isto é, por meio de auto estudo, sendo tutoradas pelos ensinamentos dos pais com mente mais aberta. Com exceção das filhas de artesãos, que às vezes aprendiam a profissão do pai auxiliando na oficina, as mulheres instruídas faziam parte principalmente da sociedade de elite. Uma consequência da exclusão das mulheres das sociedades e universidades que impediu muitas pesquisas independentes foi sua incapacidade de acessar instrumentos científicos, como o microscópio. De fato, as restrições eram tão severas no século XVIII que as mulheres, incluindo as parteiras, eram proibidas de usar fórceps. Essa restrição específica exemplificou a comunidade médica cada vez mais constritiva e dominada por homens. Ao longo do século XVIII, cirurgiões do sexo masculino começaram a assumir o papel de parteiras em ginecologia. Alguns satiristas masculinos também ridicularizavam as mulheres de mentalidade científica, descrevendo-as como negligentes com seu papel doméstico. A visão negativa das mulheres na área científica refletia o sentimento aparente em alguns textos do Iluminismo de que as mulheres não precisam nem deveriam ser estudadas; essa opinião é endossada por Jean-Jacques Rousseau em Émile:
| “ | A educação de uma mulher deve ... ser planejada em relação ao homem. Ser agradável aos seus olhos, conquistar seu respeito e amor, treiná-lo na infância, cuidar dele na masculinidade, aconselhar e consolar, para tornar sua vida agradável e feliz, esses são os deveres da mulher para todos os tempos, e é isso que ela deve aprender enquanto é jovem. | ” |

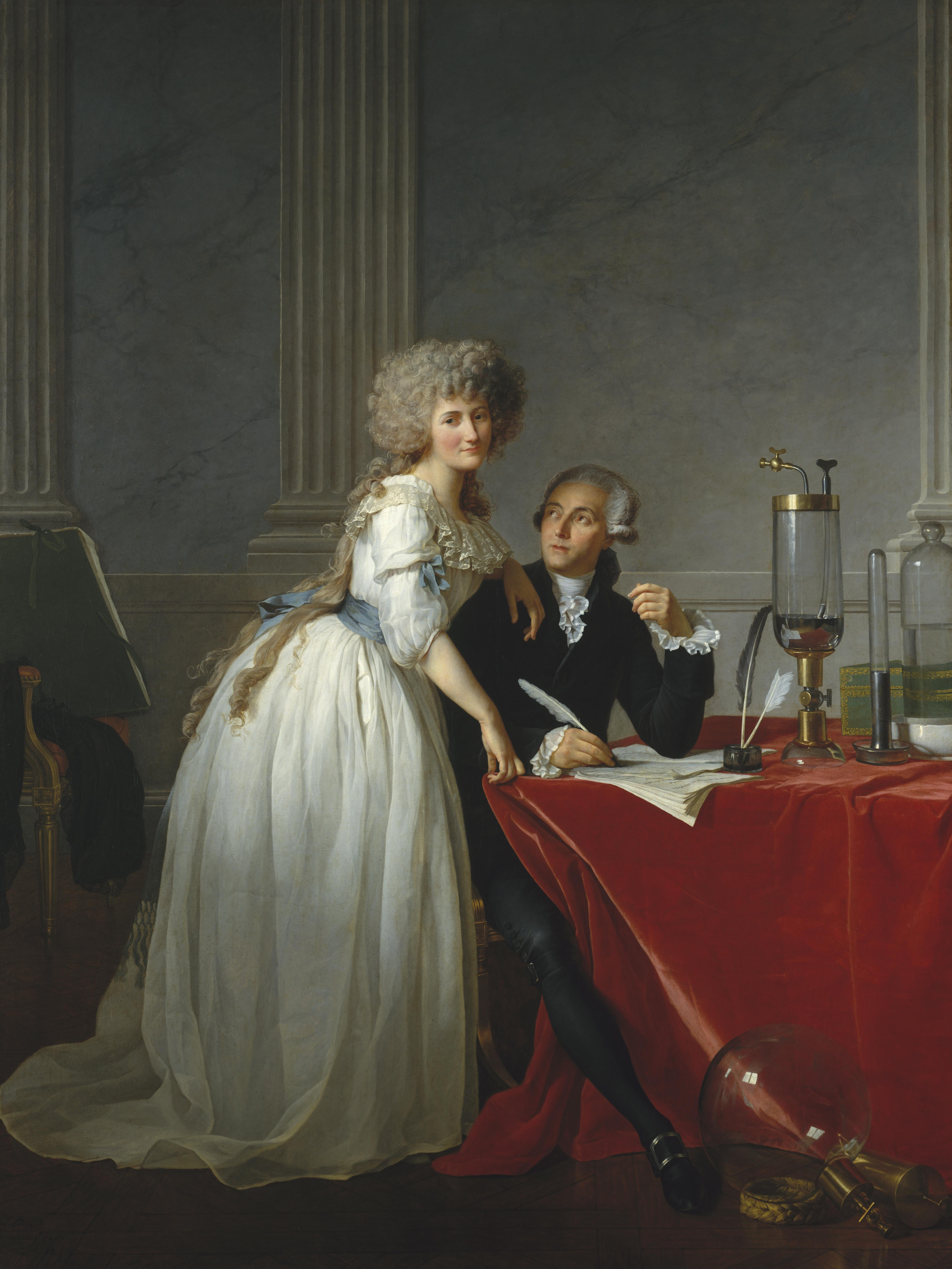
Retrato de M. e Mme Lavoisier, de Jacques-Louis David, 1788 (Museu Metropolitano)

Apesar dessas limitações, houve apoio para as mulheres no ramo científico por alguns homens, e muitos fizeram contribuições valiosas para a ciência durante o século XVIII. Duas mulheres notáveis que conseguiram participar em instituições formais como Laura Bassi e a princesa russa Yekaterina Dashkova. Bassi era um física italiana que recebeu um PhD da Universidade de Bolonha e começou a ensinar lá em 1732. Dashkova tornou-se diretora da Academia Imperial Russa de Ciências de São Petersburgo em 1783. A sua relação pessoal com a imperatriz Catarina a Grande (r. 1762-1796) permitiu-lhe obter o cargo, que marcou na história a primeira nomeação de uma mulher para a direção de uma academia científica. Eva Ekeblad tornou-se a primeira mulher a entrar na Real Academia Sueca de Ciências (1748).
Geralmente, as mulheres participavam da comunidade científica por meio de uma associação com um parente ou cônjuge do sexo masculino. Caroline Herschel começou sua carreira astronômica, embora com certa resistência no início, auxiliando seu irmão William Herschel. Caroline Herschel é mais lembrada por sua descoberta de oito cometas e seu Index to Flamsteed's Observations of the Fixed Stars (1798). Em 1.º de agosto de 1786, Herschel descobriu seu primeiro cometa, para grande entusiasmo das mulheres de mentalidade científica. Fanny Burney comentou a descoberta, afirmando que “o cometa era muito pequeno e não tinha nada de grandioso ou impressionante em sua aparência; mas é o cometa da primeira-dama, e eu estava muito desejoso de vê-lo.” Marie-Anne Pierette Paulze trabalhou em colaboração com seu marido, Antoine Lavoisier. Além de auxiliar na pesquisa de laboratório de Lavoisier, ela foi responsável por traduzir vários textos em inglês para o francês para o trabalho de seu marido sobre a nova química. Paulze também ilustrou muitas das publicações de seu marido, como seu Tratado de Química (1789).
Muitas outras mulheres tornaram-se ilustradoras ou tradutoras de textos científicos. Na França, Madeleine Françoise Basseporte foi contratada pelo Royal Botanical Garden como ilustradora. A inglesa Mary Delany desenvolveu um método único de ilustração. Sua técnica envolvia o uso de centenas de pedaços de papel colorido para recriar representações realistas de plantas vivas. A alemã Maria Sibylla Merian, juntamente com suas filhas, incluindo Dorothea Maria Graff, estavam envolvidas no cuidadoso estudo científico de insetos e do mundo natural. Usando principalmente aquarela, guache sobre papel velino, ela tornou-se uma das principais entomologistas do século XVIII. Elas também foram uma das primeiras entomologistas do sexo feminino que fizeram uma viagem científica ao Suriname para estudar a vida das plantas por um período total de cinco anos.
As mulheres nobres, de vez em quando, cultivavam seus próprios jardins botânicos, incluindo Mary Somerset e Margaret Harley. A tradução científica exigia mais do que um domínio em vários idiomas. Além de traduzir os Principia de Newton para o francês, Émilie du Châtelet expandiu o trabalho de Newton para incluir projetos recentes feitos na física matemática após sua morte.

## Disciplinas

### Astronomia
Com base no corpo de trabalho encaminhado por Copérnico, Kepler e Newton, os astrônomos do século XVIII refinaram telescópios, produziram catálogos de estrelas e trabalharam para explicar os movimentos dos corpos celestes e as consequências da lei da gravitação universal. Entre os astrônomos proeminentes da época estava Edmund Halley. Em 1705, Halley vinculou as descrições históricas de cometas brilhantes ao reaparecimento de apenas um, que mais tarde seria chamado de Cometa Halley, por meio de seu cálculo das órbitas dos cometas. Halley também mudou a teoria do universo newtoniano, que descrevia as estrelas fixas. Quando comparou as posições antigas das estrelas com suas posições contemporâneas, descobriu que elas haviam mudado. James Bradley, enquanto tentava documentar a paralaxe estelar, percebeu que o movimento inexplicável das estrelas que ele havia observado com Samuel Molyneux era causado pela aberração da luz. A descoberta foi a prova de um modelo heliocêntrico do universo, uma vez que é a revolução da Terra em torno do Sol que causa um movimento aparente na posição observada de uma estrela. A descoberta também levou Bradley a uma estimativa bastante próxima da velocidade da luz.

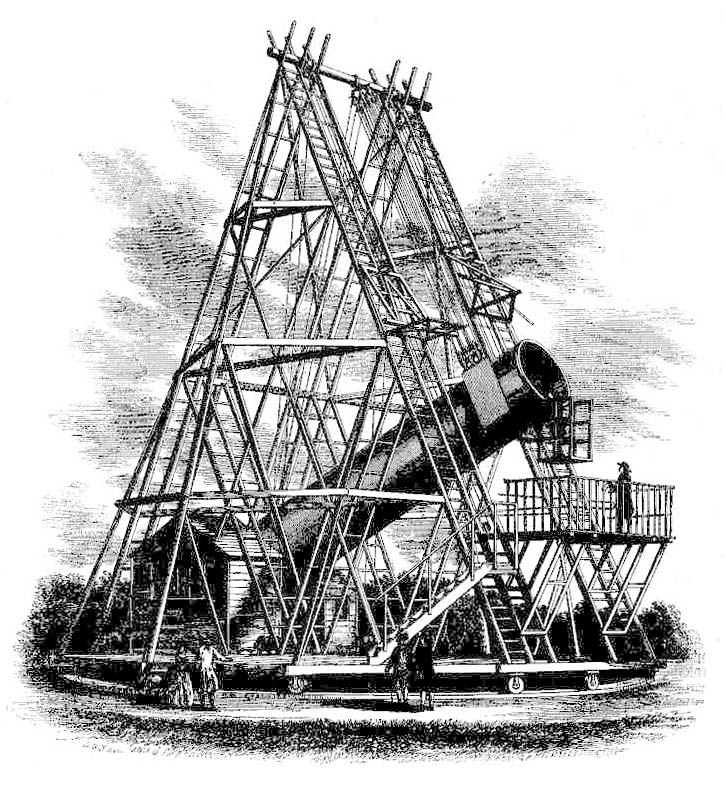
O telescópio de 40 pés (12m), de William Herschel

Observações de Vênus no século XVIII tornaram-se um passo importante na descrição de atmosferas. Durante o trânsito de Vênus em 1761, o cientista russo Mikhail Lomonosov observou um anel de luz ao redor do planeta. Lomonosov atribuiu o anel à refração da luz solar, que ele, corretamente, supôs ser causada pela atmosfera de Vênus. Outras evidências da atmosfera de Vênus foram reunidas em observações de Johann Hieronymus Schröter em 1779. O planeta também ofereceu a Alexis Claude de Clairaut a oportunidade de praticar suas habilidades matemáticas ao calcular a massa de Vênus por meio de cálculos matemáticos complexos.
No entanto, muitos trabalhos astronômicos naquela época foram escondidas por uma das descobertas científicas mais dramáticas do século XVIII. Em 13 de março de 1781, o astrônomo amador William Herschel avistou um novo planeta com seu poderoso telescópio refletor. Inicialmente identificado como um cometa, o corpo celeste mais tarde passou a ser aceito como um planeta. Logo depois, esse planeta foi nomeado como Georgium Sidus por Herschel e também foi chamado de Herschelium na França. O nome Urano, como proposto por Johann Bode, entrou em uso generalizado após a morte de Herschel. No lado teórico da astronomia, o filósofo natural inglês John Michell propôs pela primeira vez a existência de estrelas escuras em 1783. Michell postulou que, se a densidade de um objeto estelar se tornasse grande o suficiente, sua força de atração se tornaria tão grande que nem mesmo a luz poderia escapar. Ele também supôs que a localização de uma estrela escura poderia ser determinada pela forte força gravitacional que exerceria nas estrelas circundantes. Embora seja um pouco diferente de um buraco negro, a estrela escura pode ser entendida como um antecessor dos buracos negros resultantes da teoria geral da relatividade de Albert Einstein.

### Química
A revolução química foi um período do século XVIII marcado por avanços significativos na teoria e na prática da química. Apesar da maturidade da maioria das ciências durante a revolução científica, em meados do século XVIII a química ainda não tinha delineado uma estrutura sistemática ou doutrina teórica. Elementos da alquimia ainda permeavam o estudo da química, e a crença de que o mundo natural era composto pelos elementos clássicos da terra, água, ar e fogo permanecia predominante. A principal conquista da revolução química tem sido tradicionalmente vista como o abandono da teoria do flogisto em favor da teoria da combustão do oxigênio de Antoine Lavoisier; no entanto, estudos mais recentes atribuem uma quantidade mais ampla de fatores como forças contribuintes por trás da revolução química.
Desenvolvida por Johann Joachim Becher e Georg Ernst Stahl, a teoria do flogisto foi uma tentativa de explicar os produtos da combustão. De acordo com a teoria, uma substância chamada flogisto foi liberada de materiais inflamáveis por meio da queima. O produto resultante foi denominado calx, que foi considerado uma substância "desflogisticada" em sua forma "verdadeira". A primeira forte evidência contra a teoria do flogisto veio de químicos pneumáticos na Grã-Bretanha durante a segunda metade do século XVIII. Joseph Black, Joseph Priestley e Henry Cavendish identificaram diferentes gases que compunham o ar; no entanto, foi só quando Antoine Lavoisier descobriu no outono de 1772 que, quando queimados, o enxofre e o fósforo “ganharam de peso” que a teoria do flogisto começou a se desfazer.
Posteriormente, Lavoisier descobriu e nomeou oxigênio, descreveu seu papel na respiração animal e na calcinação de metais expostos ao ar (1774–1778). Em 1783, Lavoisier descobriu que a água era um composto de oxigênio e hidrogênio. Os anos de experimentação de Lavoisier formaram um corpo de trabalho que contestou a teoria do flogisto. Depois de ler suas “Reflexões sobre o flogisto” para a Academia em 1785, os químicos começaram a se dividir em campos baseados na velha teoria do flogisto e na nova teoria do oxigênio. Uma nova forma de nomenclatura química, desenvolvida por Louis Bernard Guyton de Morveau, com a ajuda de Lavoisier, classificou os elementos binomialmente em gênero e espécie. Por exemplo, o chumbo queimado era do gênero óxido e espécie chumbo. A transição e a aceitação da nova química de Lavoisier variaram de ritmo em toda a Europa. A nova química foi estabelecida em Glasgow e Edimburgo no início da década de 1790, mas demorou a se estabelecer na Alemanha. Eventualmente, a teoria da combustão baseada no oxigênio abafou a teoria do flogisto e, no processo, criou a base da química moderna.